# Hemisinidae
Hemisinidae zijn een familie van weekdieren uit de klasse van de Gastropoda (slakken).

## Taxonomie
De volgende geslachten zijn bij de familie ingedeeld:
- Aylacostoma Spix, 1827
- Cubaedomus Thiele, 1928
- Hemisinus Swainson, 1840
- Pachymelania E. A. Smith, 1893
- † Pyrgulifera Meek, 1871

### Synoniemen
- † Hantkenia P. Fischer, 1885 =>  † Pyrgulifera Meek, 1871
- Semisinus P. Fischer, 1885 => Hemisinus Swainson, 1840